# رتنبورگ آن در وومه
شهر رتنبورگ آن در وومه (به آلمانی: Rotenburg an der Wümme) در ایالت نیدرزاکسن در کشور آلمان واقع شده‌است.